# Telocricus multipes
Telocricus multipes är en mångfotingart som beskrevs av Chamberlin 1915. Telocricus multipes ingår i släktet Telocricus och familjen storjordkrypare.
Artens utbredningsområde är Haiti. Inga underarter finns listade i Catalogue of Life.